# Diecézní seminář Solsona

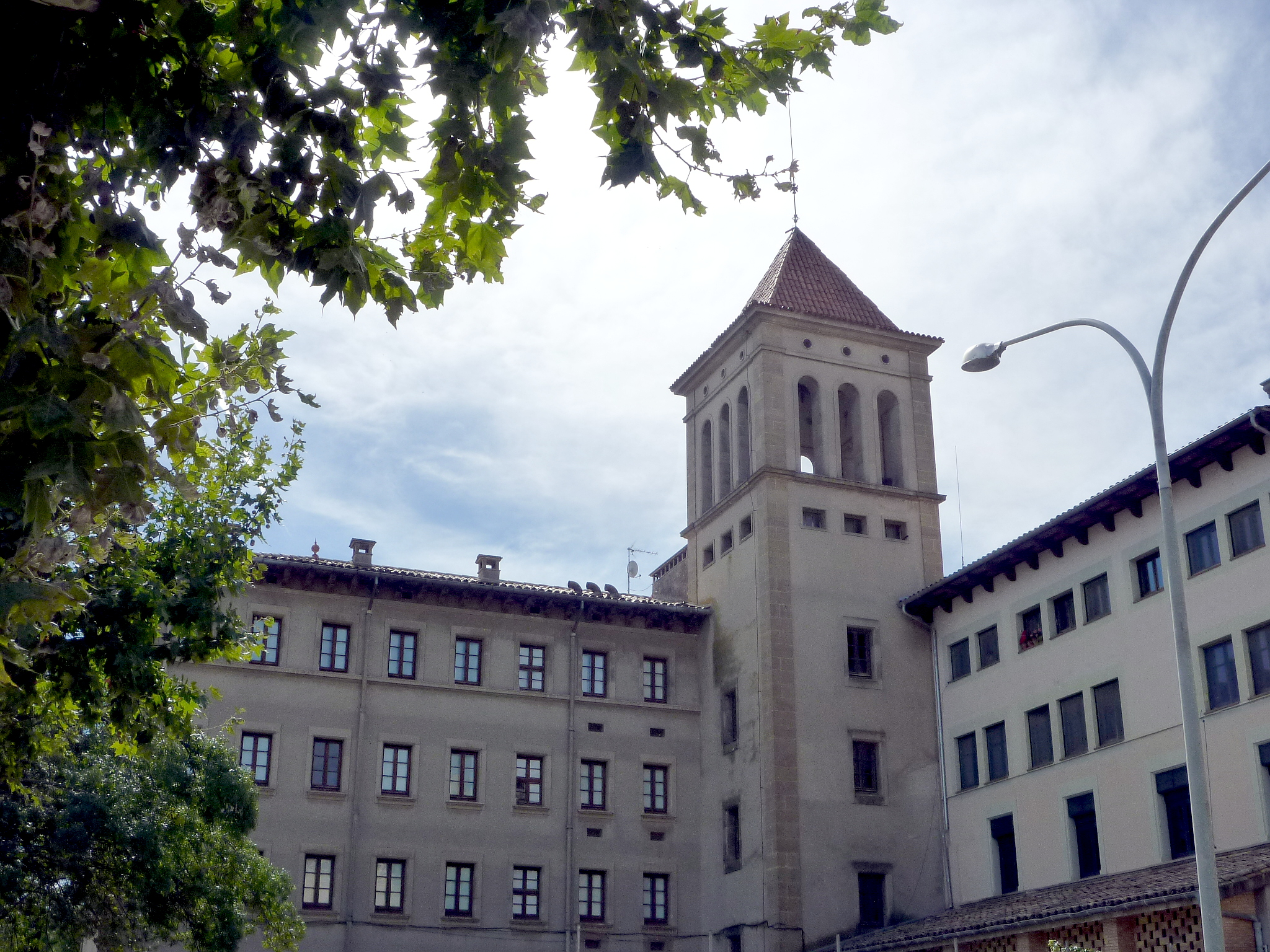
Diecézní seminář Solsona

Diecézní seminář Solsona, katalánsky Seminari Diocesà de Solsona, je budova na území obce Solsona, v katalánské provincii Lleida, zahrnutá do soupisu architektonického dědictví Katalánska (IP 17637).

## Popis
Budova má obdélníkový protáhlý tvar v podobě latinského kříže a věže v centru tří ramen. Celý objekt je z kamene s výjimkou podkroví. Má tři podlaží, která zabírají plochu čtyř tisíc metrů čtverečních. Celá přední část je osazena velkými obdélníkovými okny kromě přízemí, kde jsou oblouková. Je orientována na sever-jih. Původní vstup je na severní stěně. 
Biskup Ramon Riu inicioval stavbu této budovy na kopci San Magi pro studenty humanitních věd a seminaristy. Rozpočet byl 25 390 peset a doba výstavby 8 měsíců. Práce začala v březnu 1896 a 24. září následujícího roku byla stavba již otevřena. Biskup Vicente Enrique y Tarancón nechal postavit v roce 1947 nové křídlo, slavnostně otevřené dne 13. srpna 1948. 

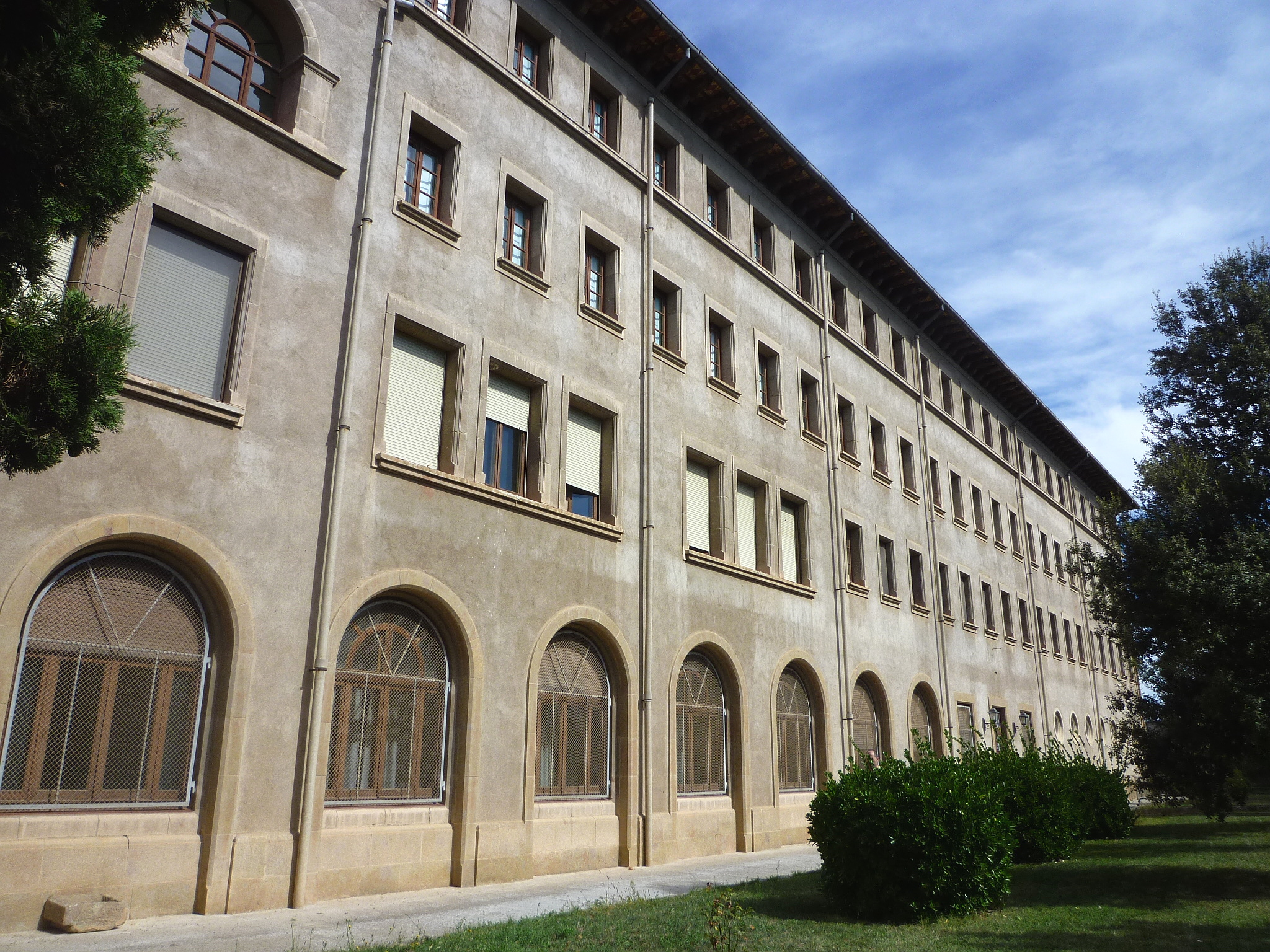
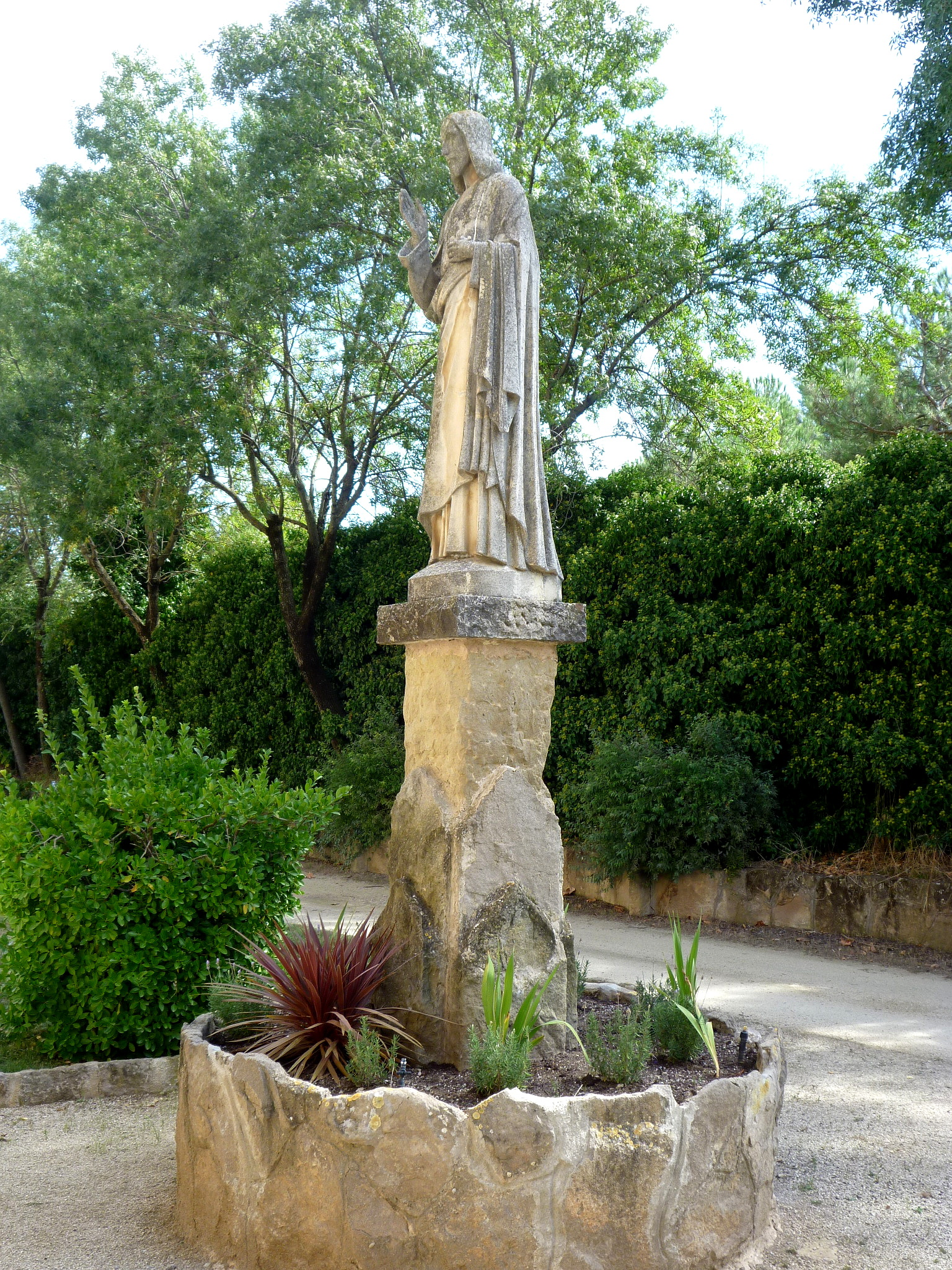
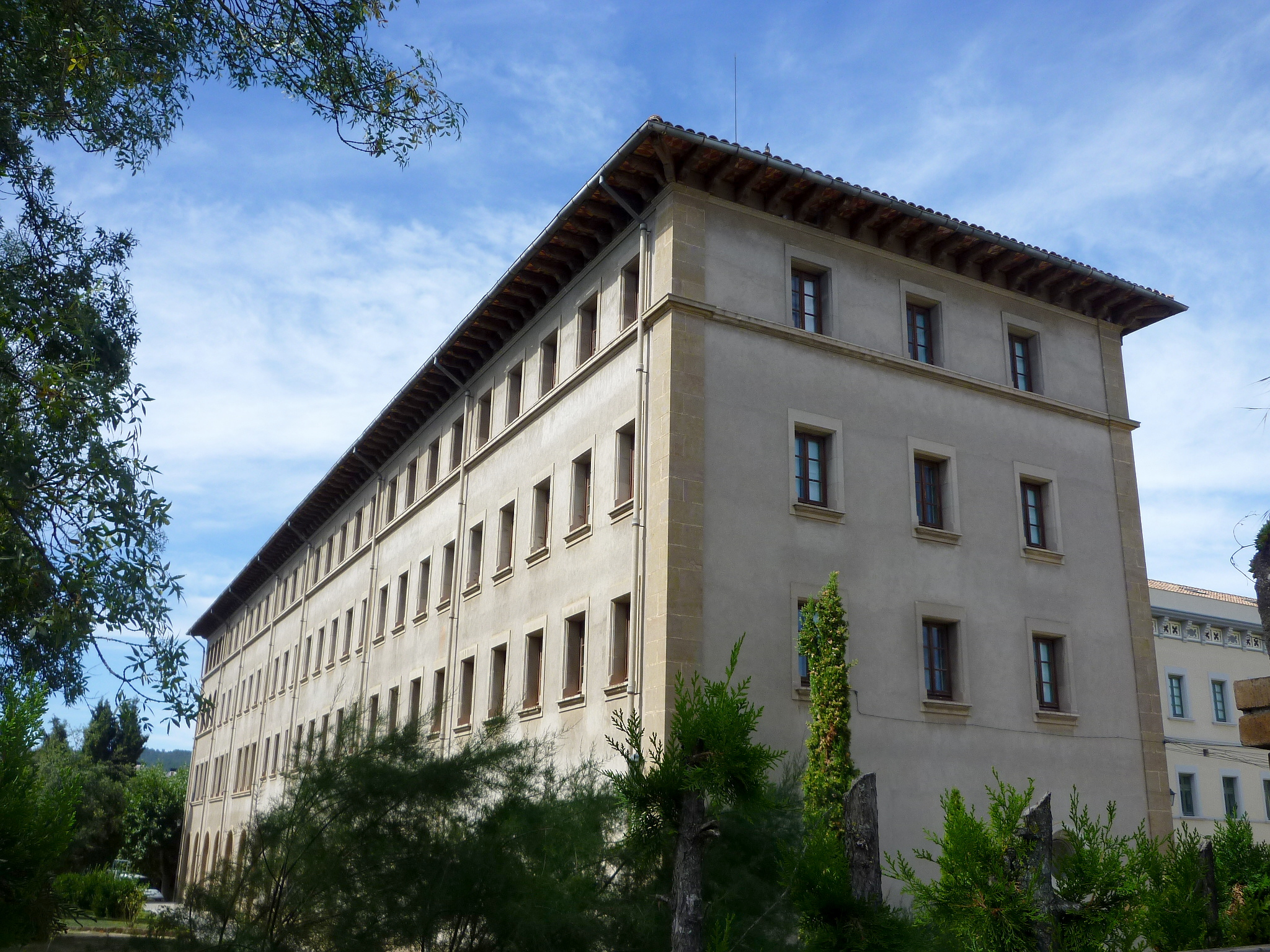